# Aleksander II Macedoński
Aleksander II (gr.Ἀλέξανδρος Β) – król Macedonii z rodu Argeadów. 

## Życiorys
Tuż po objęciu tronu Aleksander musiał opłacić haracz Ilirom by uniknąć ich najazdu na Macedonię, a także oddać im jako zakładnika swojego młodszego brata Filipa. W 369 p.n.e. Aleksander interweniował w Tesalii na rzecz arystokratycznego rodu Aleuadów. Zajął Larissę, gdzie przekazał władze Aleuadom, a także sprzymierzył się z miastem Krannon. Zraził jednak do siebie Tesalów osadzając w obu miastach garnizony macedońskie (być może chciał w ten sposób sprawować kontrolę nad częścią Tesalii). W 368 p.n.e.  oburzeni postępowaniem Aleksandra Tesalowie wezwali na pomoc Pelopidasa który przybył na czele beockiej armii i wypędził macedońskie garnizony. W tym samym czasie w Macedonii rozgorzała wojna domowa między Aleksandrem a Ptolemeuszem z Aloros (był on przedstawicielem bocznej linii dynastii, skoligaconym dodatkowo z Aleksandrem małżeństwem z jego siostrą). Pelopidas przybył do Macedonii, pogodził obie strony i zawarł jakieś porozumienie, niewątpliwie korzystne dla Beocji. Jako gwarancje utrzymania pokoju zabrał ze sobą trzydziestu wybitnych Macedończyków w tym młodszego brata Aleksandra Filipa który powrócił od Ilirów. Aleksander jako pierwszy władca podjął próbę wzmocnienia państwa po kilkudziesięciu latach chaosu i walk o tron. Jemu przypisuje się reorganizację armii. Wprowadził on ćwiczenia dla wojska, a także stworzył na podobieństwo jazdy hetajrów (towarzyszy) jej pieszy odpowiednik – pezetairoi (pieszych towarzyszy). Piechotę podzielił na; oddziały (lachoi), dziesiątki (dekades). Nowi piesi towarzysze mieli charakter oddziałów elitarnych szkolonych do walki w szyku falangi. Zimą 368 p.n.e. lub wiosną 367 p.n.e.  Aleksander padł ofiarą morderstwa. O zbrodnie lub jej zainspirowanie podejrzewano Ptolemeusza z Aloros jednak ostatecznie skazano Apollofanesa z Pydny i kilku innych domniemanych spiskowców. Po śmierci Aleksandra władze w imieniu jego młodszego brata Perdikkasa przejął Ptolemeusz z Aloros.